# Ulrich von Albeck

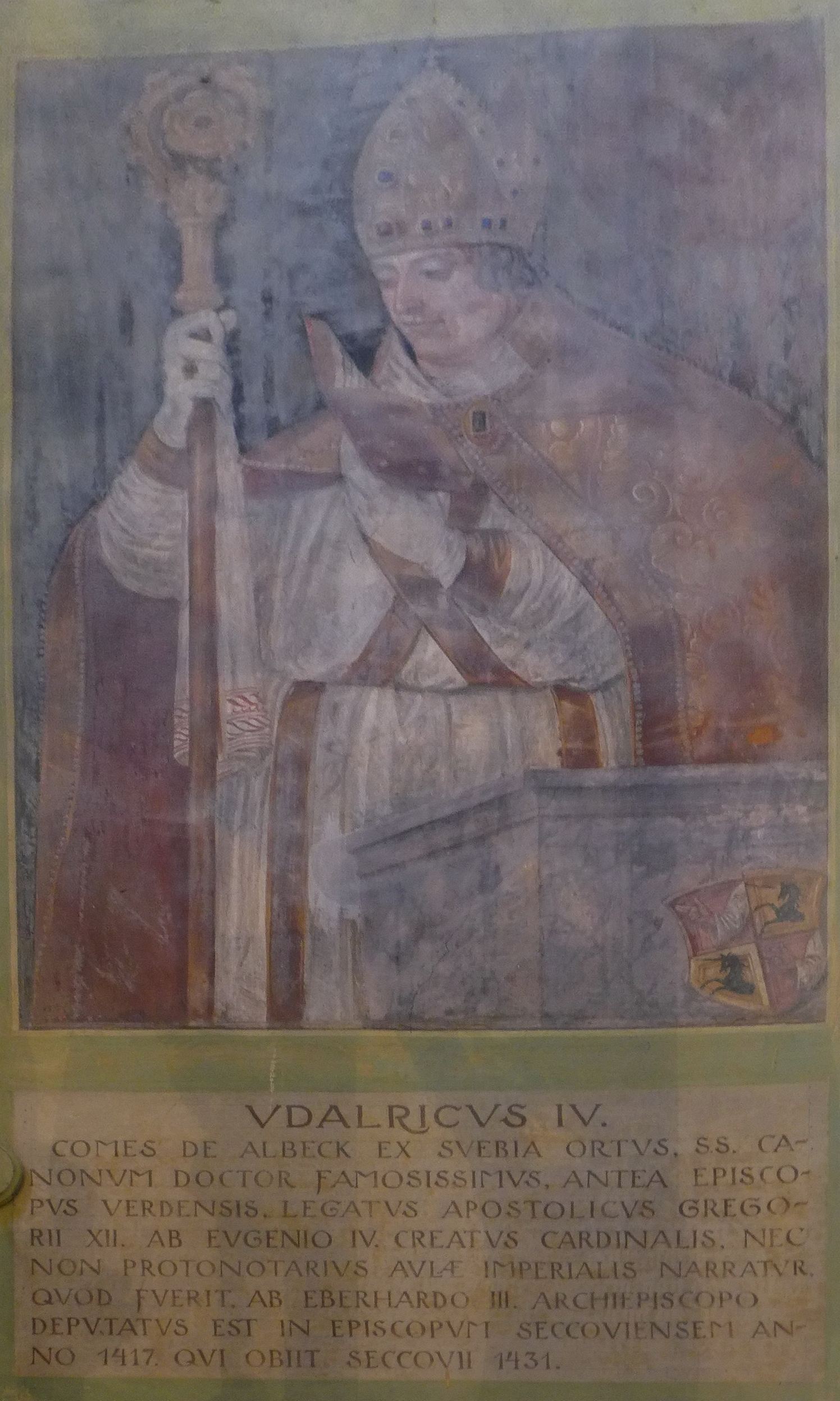
Halbfigurenportrait Bischof Ulrich IV. von Albeck, Basilika Seckau, Bischofskapelle (Darstellung um 1595)

Ulrich von Albeck († 12. Dezember 1431 in Padua) war Bischof von Verden und als Ulrich IV. Bischof von  Seckau.
Ulrich von Albeck entstammte einem schwäbischen Adelsgeschlecht aus Albeck bei Ulm. 1387 studierte er in Wien und war ab 1401 Angehöriger der Kanzlei König Ruprechts, im selben Jahr wurde er Domherr von Basel, Speyer und Augsburg. 
Bereits 1405 wandte sich Ruprecht an Papst Innozenz VI., dass Ulrich von Albeck nach dem Tod von Konrad von Soltau das Bistum Verden erhalten sollte. Der Tod des Papstes und die ungeklärte Situation des Bistums machten dies jedoch zunächst unmöglich. Im Juni 1407 wurde Ulrich durch Papst Gregor XII. mit Verden providiert und erhielt die Regalien aus der Hand des Königs. Das Verdener Domkapitel, das bei der Einsetzung übergangen wurde, hatte jedoch den Domdekan Heinrich von Hoya zum Bischof gewählt. Ulrich konnte weder den Verdener Dom noch die Bischofsresidenz in Rotenburg beziehen, sondern musste sich in Lüneburg aufhalten. Er wurde zwar von den welfischen Herzögen unterstützt, konnte sich in der Diözese jedoch trotzdem nicht durchsetzen. Am Konzil von Pisa, an dem Ulrich in weltlichen Kleidern anwesend war, um zu demonstrieren, dass er das Konzil nicht anerkenne, wurde Papst Gregor abgesetzt. Der dort gewählte Papst Alexander V. setzte im Frühjahr 1409 Ulrich als Bischof ab und bestätigte seinen Gegner Heinrich von Hoya. Ulrich blieb auf Gregors Seite und betrachtete sich nach wie vor als legitimer Bischof. 
Ulrich erwarb die Gunst von König Sigismund, der sich beim Salzburger Erzbischof Eberhard III. von Neuhaus für ihn einsetzte. Am 23. Juli 1417 wurde Ulrich von Albeck zum Nachfolger auf dem Bischofsthron von Seckau ernannt und durch Papst Martin V. bestätigt. 1419 vermittelte Ulrich zwischen König Sigismund und der Republik Venedig und ihm wurde 1428 die Blutgerichtsbarkeit übertragen. Aufgrund seiner hervorragenden Bildung spielte er eine bedeutende Vermittlerrolle, die von Papst und König in Anspruch genommen wurde. 1424 wurde er in die Gebetsbruderschaft des Stiftes Rein aufgenommen.
Den Höhepunkt seiner Karriere erlebte Ulrich nicht mehr: als ihn Papst Eugen IV. zum Kardinal ernennen wollte, erkrankte er auf der Reise zum Papst in Padua und verstarb am 12. Dezember 1431. Seine Eingeweide wurden im Dom von Padua beigesetzt, sein Körper wurde in den Dom von Seckau überführt. 